# Socjalistyczna Partia Chile
Socjalistyczna Partia Chile (hiszp. Partido Socialista de Chile, PSCh) – partia polityczna założona w 1933, obecnie o charakterze socjaldemokratycznym. Wchodziła w skład lewicowych koalicji: Frontu Ludowego (1936–41), Frontu Akcji Ludowej (1956–65), Jedności Ludowej (1969–73). uczestniczyła też w ich rządach. Po zamachu stanu Augusto Pinocheta w 1973 została zdelegalizowana i działała w podziemiu do 1989.
Od 1990 jest członkiem koalicji centrolewicowej Concertación. Po 1990 jest jedną z partii współrządzących. Z Partii Socjalistycznej pochodzą prezydenci wybrani po 2000: Ricardo Lagos i Michelle Bachelet.